# Frøslev Sogn (Stevns Kommune)
Frøslev Sogn ist eine Kirchspielsgemeinde (dän.: Sogn) auf der dänischen Insel Seeland.
Bis 1970 gehörte sie zur Harde Stevns Herred im damaligen Præstø Amt, danach zur Stevns Kommune, die wiederum im Zuge der Kommunalreform zum 1. Januar 2007 in der erweiterten Stevns Kommune als Teil der Region Sjælland aufgegangen ist.
Am 1. Januar 2023 lebten 318 Einwohner im Kirchspiel, die „Frøslev Kirke“ liegt auf dem Gebiet der Gemeinde.
Nachbargemeinden sind im Nordosten und Osten Store Heddinge Sogn, im Südosten Lille Heddinge Sogn, im Süden Havnelev Sogn, im Südwesten und Westen Lyderslev Sogn sowie im Nordwesten Hellested Sogn.